# Сан-Кашано-ин-Валь-ди-Пеза
Сан-Каша́но-ин-Валь-ди-Пеза (итал. San Casciano in Val di Pesa) — коммуна в Италии, располагается в регионе Тоскана, в провинции Флоренция.
Население составляет 16 802 человека (2008 г.), плотность населения составляет 156 чел./км². Занимает площадь 108 км². Почтовый индекс — 50026. Телефонный код — 055.
В коммуну входят:  Барделла, Барджино, Кальчинайя, Камполи, Цербайя, Кьезануова, Кильяно, Фальтиньяно, Ла Ромола, Меркатале-ин-Валь-ди-Пеза, Монтефиридольфи, Сан-Панкрацио, Сант-Андреа-ин-Перкуссина, Спедалетто.
Покровителем коммуны почитается святой Кассиан из Имолы, празднование 13 августа.

## Демография
Динамика населения:

## Администрация коммуны
- Официальный сайт: http://www.comune.san-casciano-val-di-pesa.fi.it/